# Grotte de Santo Hermano Pedro

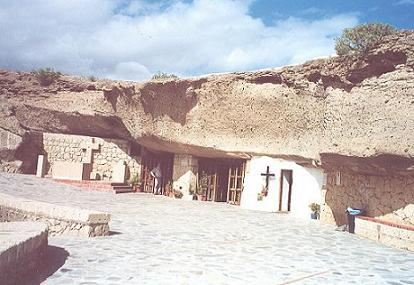
Grotte de Santo Hermano Pedro

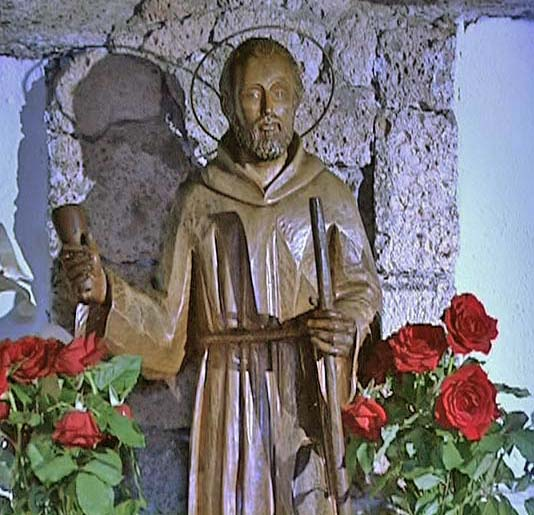
Statue en bois de Pedro de San José Betancur à l'intérieur de la grotte

La grotte de Santo Hermano Pedro une grotte et un sanctuaire dédié à saint Pedro de San José Betancur, le premier saint natif des îles Canaries. La grotte est située dans la ville de Granadilla de Abona, à côté de la ville d'El Médano, dans sud de l'île de Tenerife (îles Canaries, Espagne).
Dans cette grotte, le saint s'est arrêté pour se reposer avec son troupeau en hiver sur la route de son petit village dans les montagnes de Vilaflor de Chasna. En outre, la grotte était également utilisée par Pedro comme lieu de prière et même comme cachette pour se protéger des attaques de pirates, qui étaient abondantes sur les côtes des îles Canaries à cette époque.
De nos jours se trouve à l'intérieur de la grotte une statue en bois du saint ainsi qu'une zone recevant les offrandes votives des fidèles. À l'extérieur, un autel en pierre sculptée est le lieu de messes. En outre, la grotte a une relique du saint, spécifiquement une partie d'une nervure.
La grotte est le but du Camino del Hermano Pedro, une route pastorale que le saint a parcouru avec son troupeau dans la région du Chasna. Cet itinéraire part de Vilaflor vers la grotte, et au cours de la fête de Pedro de San José Betancur en avril, des centaines de pèlerins empruntent cet itinéraire.
La grotte est considérée comme l'un des endroits les plus importants de pèlerinage dans les îles Canaries et attire chaque année plus de 300 000 visiteurs.
La Grotte de Santo Hermano Pedro est classée comme « Bien d'Intérêt Culturel », déclarée comme telle par le gouvernement des îles Canaries.